# Teúrnia
Teúrnia o Tibúrnia és una antiga localitat situada a la província romana de Nòric, de la qual fou capital abans d'esdevenir seu episcopal en l'era cristiana.
Les restes es troben a la comuna austríaca de Lendorf, al costat de la parròquia de Saint-Pierre-en-Holz, a quatre quilòmetres a l'oest de Spittal an der Drau.
Tibúrnia és hui el nom d'una seu titular catòlica.

## Població
El jaciment de Teúrnia ha estat poblat des del segle XI abans de la nostra era i les proves arqueològiques testimonien activitats humanes relacionades amb la cultura dels camps d'urnes i la de Hallstatt. Una tribu celta anomenada Ambidravi ('els que viuen a banda i banda del Drava') en els escrits grecoromans es va establir en aquest lloc a prop d'una font i fàcil d'assegurar per la proximitat a un turó, el Holzer Berg.
Els celtes del regnum Noricum van mantenir bones relacions amb els romans, amb qui van signar tractats que promovien el comerç, i el 113 ae feren una aliança militar contra els cimbres i els germànics. Noricum fou assetjada sense lluita pels romans l'any 15 ae i esdevingué una província romana.

## Municipi
Noricum fou incorporada a l'Imperi romà com a província al voltant de l'any 50 i, durant el regnat de l'emperador Claudi, Teúrnia fou erigida en municipium, com Aguntum, Virunum i Celje, cosa que li donà el dret de ciutat i va contribuir a l'evolució del lloc. Això ocorregué sobretot durant els segles II i III, segons les necessitats dels habitants d'una ciutat amb una activitat comercial florent, a més d'àmplies terrasses -dues situades al vessant i al peu del pujol a l'oest, i una altra situada més amunt- que allotgen residències equipades amb calefacció per terra radiant des del segle II, canals que garantien el drenatge, i jardins tancats.
Teúrnia també tenia instal·lacions públiques com ara un fòrum amb una basílica per a activitats comercials, i llargs passadissos per a comerciants i mercaders. Al sud de la plaça central hi ha construït un gran bany termal, típic de la forma de vida romana. És probable que aquestes instal·lacions estiguessen acompanyades d'un temple per al culte oficial dels déus estatals.
L'inici de les invasions bàrbares fou un punt d'inflexió important en la història de la ciutat i probablement fou la invasió dels alamans, al voltant del 275, la que impulsà els habitants a erigir una poderosa muralla de fortificació al voltant del cim del pujol. Com a resultat de les pertorbacions lligades a les invasions i la degradació econòmica, la població i l'activitat se'n redueixen.

## Diòcesi

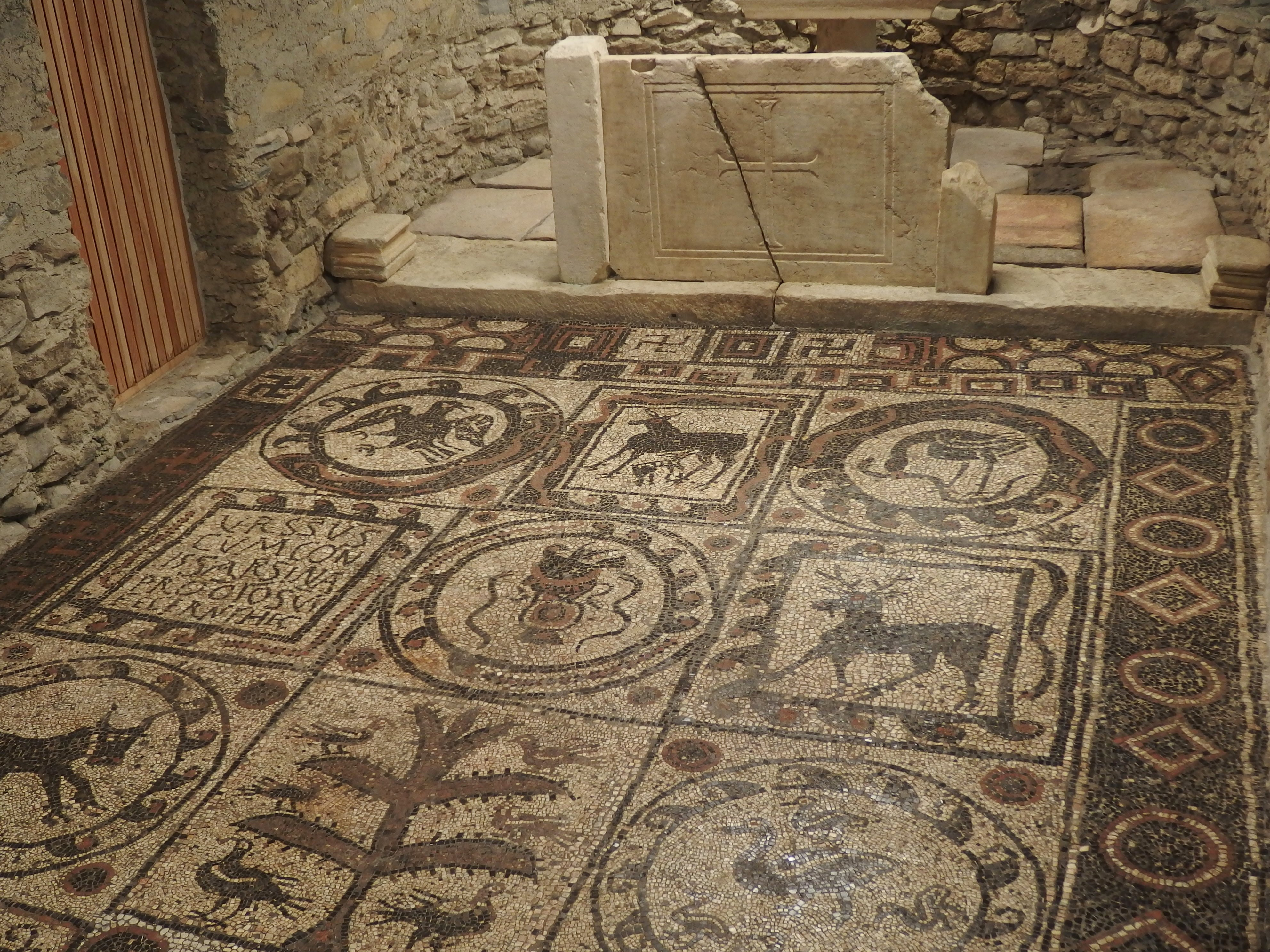
Mosaic d'una església del cementeri de Teúrnia

El cristianisme es va establir a les regions del Danubi des del regnat de Marc Aureli, si més no dins de l'exèrcit. A començament del segle IV els cristians hi van ocupar alts càrrecs governamentals, com ho demostra el relat del martiri de Florià de Lorch, ofegat a l'Enns l'any 304. Els bisbes de Nòric estan testimoniats en el Concili de Sàrdica de l'any 343 i segurament el bisbe de Teúrnia formava part de la delegació.
El bisbat de Teúrnia abastava aleshores tot el districte administratiu de l'antiga ciutat, corresponent si fa no fa a l'actual Alta Caríntia, la regió de Lungau i una part nord del Vall Canale. No és clar, però, si el seu estatus com a bisbat metropolità afectava aleshores tot el Nòric o només el Nòric mediterrani. Tanmateix, com que la ciutat està situada en un pujol i està fortificada, és un dels pocs assentaments de Nòric que ha sobreviscut al col·lapse del control imperial de les fronteres de començament del segle V i després les invasions vàndales que van saquejar Roma el 410. Degué ser llavors i a causa de les fortificacions que Teúrnia esdevingué la capital provincial, en detriment de Virunum.
Alguns indicis de Tibúrnia es troben en la Vita Sancti Severini, una hagiografia de començament del segle VI dedicada a Severí de Nòric (~410 - ~482), que constitueix l'única font sobre l'Imperi romà a l'actual Àustria. La Vita Sancti Severini esmenta un bisbe local anomenat Paulinus.  Segons la Vita, Paulinus va organitzar, amb l'ajuda de Severin, la defensa de Teúrnia contra els gots que van assetjar la ciutat el 472. Les actes del sínode de Grado (cap al 572-577) porta la signatura d'un altre bisbe de Teúrnia anomenat Leonianus.
El bisbat de Teúrnia s'esmenta per darrera vegada l'any 591 en tres peticions adreçades pels bisbes del Patriarcat d'Aquileia a l'emperador romà d'Orient Maurici, i sembla que la ciutat fou abandonada a començament del segle VII, després de les invasions eslaves.

## Arqueologia
Arran de les campanyes d'excavació des del segle xx, es va obrir un museu d'història romana al poble de Lendorf.

## Seu titular de Tibúrnia
Des del 1968, Tibúrnia ha estat el nom d'una seu arxiepiscopal titular de l'Església catòlica romana. L'actual titular és André Gabriel Ferrada Moreira, secretari de la Congregació per al Clergat.